# Kobresia humilis
Kobresia humilis är en halvgräsart som först beskrevs av Carl Anton von Meyer och Ernst Rudolf von Trautvetter, och fick sitt nu gällande namn av Lydia Palladievna Sergievskaya. Kobresia humilis ingår i släktet sävstarrar, och familjen halvgräs. Inga underarter finns listade i Catalogue of Life.